# 神尾憲一
神尾 憲一（かみお けんいち）は、フリーランスの作曲家。2011年に「バーバパパ世界をまわる」でJASRAC賞国際賞を受賞した。

## 経歴
北茨城市磯原町出身。母親の影響を受けて、幼少期から音楽好きだった。離婚して家を出ていった母親が残したレコードを聴き、特に映画音楽のレコードを気に入っていた。家は貧しかったものの、父親の飲み友達から不要な楽器を譲られ、彼らの手ほどきにより、フルートが吹けるようになった。そんな中、作曲家として生計を立てることを思いつき、中学校1年生の時から独学で作曲を学ぶ。当時はニーノ・ロータにあこがれており、彼を超える作曲家になりたいと思うこともあった。高校では吹奏楽部に所属し、チューバを担当。高校卒業後はラウンジのピアニストとして生計を立てた。1990年、三越劇場のミュージカル「三びきのこぶた」にて初めてミュージカル1作品を担当する。

## 作品

### 映像作品
- 救命戦士ナノセイバー（アニメ）
- アリスSOS（アニメ）
- 鬼火（映画）
- バーバパパ（アニメ）
- クリスマス・イヴ（映画）
- サラリーマン金太郎（アニメ）
- 土方歳三 白の軌跡（アニメ）
- ぼくは王さま（アニメ）
- ラブレター 蒼恋歌（映画）
- 月刊インリン・オブ・ジョイトイ　血ト汗ト汁（DVD）
- 愛の病（映画）

### ゲーム音楽
- サイバークロス
- ファランクス
- 夢幻戦士ヴァリスII（PCエンジン）
- 爆笑!!人生劇場3
- SDコマンドガンダム G-ARMS オペレーションガンダム
- SDガンダム SD戦国伝2 天下統一編
- SDガンダム SD戦国伝3 地上最強編
- バブルボブル2
- 仮面ライダーSD
- スーパー本命
- プロ野球GGリーグ`94
- 機動戦士ガンダム CROSS DIMENSION 0079
- SDガンダム WINNER'S HISTORY
- 戦え!プロ野球ツインリーグ
- 東方珍遊記
- R?MJ
- 高気圧ボーイ
- 遊☆戯☆王デュエルモンスターズ
- 遊☆戯☆王デュエルモンスターズII 闇界決闘記
- カウントダウンヴァンパイヤーズ
- ストリート麻雀トランス麻神2
- かわいいペットショップ物語2
- élan